# Foster Stockwell
Pour les articles homonymes, voir Stockwell (homonymie).
Paul Foster Stockwell (né le 17 février 1929 à Bartlesville dans l'Oklahoma et mort le 12 octobre 2023) est un écrivain, historien et conseil en édition américain (auprès d'éditeurs et d'auteurs chinois).

## Biographie
Il est le fils de Francis Olin et Esther Stockwell, un couple de missionnaires méthodistes qui s’installèrent à Fuzhou, dans le Fujian, en 1929, puis à Chengdu, dans le Sichuan (Chine du sud-ouest), en 1939. C'est là qu'il passa son enfance et alla a l'école primaire dans les années 1940,.
Son père, Olin Stockwell, passa deux années en prison dans la ville de Chongqing sous l’inculpation d’espionnage après la Libération du pays, expérience dont il tira un livre, With God in Red China.
Foster Stockwell fréquenta plusieurs universités. Le 16 décembre 1955, il épousa Rhonda Stockwell, avec qui il eut un fils, Norman.
Foster Stockwell est l’auteur d’ouvrages portant sur des sujets aussi divers que la religion en Chine, l’archivage des données numériques, les expériences de vie communautaire aux États-Unis, l’exploration de la Chine, la recherche généalogique, le mauvais usage de la bible,.
Il s’est rendu en Chine à de nombreuses reprises ces dernières décennies.
Il a exercé des activités rédactionnelles dans deux encyclopédies (dont World Book Encyclopedia, 1961-79) et un journal (Berrien County Record, Buchanan, Michigan, 1960-61), et conseille des éditeurs et des auteurs chinois en matière de publication. Il habite à Des Moines, dans l’État de Washington,,.

## Publications
- Boyang Zuo, Foster Stockwell (eds), Recent discoveries in Chinese archaeology: 28 articles by Chinese archaeologists describing their excavations, translated by Boyang Zuo, Foster Stockwell, Bowen Tang, Foreign Languages Press, 1984, 107 pages   (ISBN 0835111628 et 9780835111621)
- Jichuang Hu, Foster Stockwell, Shuhan Zhao, Chinese economic thought before the seventeenth century, Foreign Languages Press, 1984, iv + 107 pages  (ISBN 0835111563 et 9780835111560)
- Mount Huashan, Famous Chinese Mountains, Foreign Languages Press, 1987, 120 pages   (ISBN 0835110710 et 9780835110716)
- Religion in China Today, New World Press, (original 1993, second revised edition 2007), 277 pages  (ISBN 7800051846)
- Foster Stockwell, Encyclopedia of American Communes, 1663–1963, Jefferson, North Carolina, 1998, 267 pages  (ISBN 0786404558)
- Tibet - Myth and Reality, by American historian Foster Stockwell, source première : China Today, April 1998, vol. 47, issue 4
- A History of Information Storage and Retrieval, McFarland & Company, 2001, 208 pages  (ISBN 0-7864-0840-5)
- Chengbei Xu, Foster Stockwell, Peijin Lan, Old Beijing: People, Houses and Lifestyles, Foreign Languages Press, 2001
- Highlights in the History of Exploration and Trade in China, Foreign languages Press, 2002, 272 pages  (ISBN 7-119-03179-1 et 7119031791)
- Westerners in China: A History of Exploration and Trade, Ancient Times Through the Present, McFarland, 2003, 187 pages  (ISBN 9780786414048) (a fait l'objet d'un compte rendu dans China Information, October 2003, vol. 17, no. 2, pp. 146-147)
- A Sourcebook for Genealogical Research: Resources Alphabetically by Type and Location, McFarland, 2004, 336 pages  (ISBN 0-7864-1782-X)
- The Bible Says: History of Abuses Committed in the Name of the Biblical Text, Lulu Press, 2007, 236 pages  (ISBN 978-1-4303-2298-6)
- The James Stockwell Genealogy, 2010, 192 p.  (ISBN 978-0-557-83466-2)